# (14826) Nicollier
(14826) Nicollier (1985 SC1) – planetoida z pasa głównego asteroid okrążająca Słońce w ciągu 5,41 lat w średniej odległości 3,08 j.a. Odkryta 16 września 1985 roku.